# Gornja Lomnica
 Ovo je glavno značenje pojma Gornja Lomnica. Za druga značenja pogledajte Gornja Lomnica (razdvojba).
Gornja Lomnica je naseljeno mjesto u Turopolju u Zagrebačkoj županiji. Administrativno pripada gradu Velikoj Gorici. Gornja Lomnica je jedno od manjih turopoljskih naselja, a smješteno je na prostoru između Novog Zagreba i Velike Gorice. U povijesnoj literaturi postojanje ovog naselja prvi puta se spominje u drugoj polovici 12. stoljeća. Prema popisu stanovništva iz 2011. godine naselje ima 580 stanovnika, a proteže se na 2,49 kvadratna kilometra. Gustoća naseljenosti iznosi 232 stanovnika po kilometru kvadratnom. Gornja Lomnica ima 146 domaćinstava. Gornju Lomnicu mještani nazivaju još i "Meštrica" prema prezimenu posljednjih vlastelina koji su gospodarili tim područjem, a koje se protezalo od starog Mlina na nekadašnjoj rijeci Lomnici (mlin se nalazio na mjestu pokraj današnjeg nogometnog igrališta NK Meštrica gdje je bila smještena i kuća vlastelinske obitelji) pa sve do vojnog dvorca Lukavec koji je također bio pod njihovom vlašću. Prije naziva "Meštrica" naselje je nosilo je ime "Vernica" prema prezimenu prethodne vlastelinske obitelji koja je gospodarila tim imanjem.[nedostaje izvor]

## Stanovništvo
| broj stanovnika | 81    | 121   | 113   | 109   | 101   | 90    | 91    | 87    | 94    | 82    | 90    | 106   | 214   | 309   | 534   | 580   | 497   |
|                 | 1857. | 1869. | 1880. | 1890. | 1900. | 1910. | 1921. | 1931. | 1948. | 1953. | 1961. | 1971. | 1981. | 1991. | 2001. | 2011. | 2021. |